# L'Astronome (auteur)
Pour les articles homonymes, voir L'Astronome.
L'Astronome, ou l'Anonyme, dit l'Astronome, est le nom sous lequel on désigne un chroniqueur inconnu du IXe siècle.
Il est l'un des trois biographes de Louis le Pieux. Il est l'auteur de la Vita Hludowici imperatoris (La Vie de l'empereur Louis), qui jouit longtemps d'une grande autorité. Son nom lui vient des connaissances qu'il possédait en astronomie.

## Biographie
La seule chose connue de cet écrivain est le récit qu’il a laissé sur le règne de Louis le Pieux. Toutefois, il fut probablement l’un des deux astronomes consultés par Louis sur la comète de 837. Et selon Pierre Delalande, dans ses Suppléments aux Conciles des Gaules, un manuscrit du monastère de Saint-Tron lui donnerait le nom de Luitwolf.
Son ouvrage, La Vie de l'empereur Louis, fut publié, en partie, en 1584 par Reuber, puis en entier dès 1588 par Pithou. Depuis il a été régulièrement réimprimé dans toutes les grandes collections d’historiens. En France, le président Cousin en a donné une traduction dans son Histoire de l’Empire d’Occident.